# Lucas Lund Pedersen
Lucas Lund Pedersen (født 19. marts 2000) er en professionel dansk fodboldspiller, der er målmand for Viborg FF. Han spiller også på ungdomslandsholdet.

## Karriere

### Klubkarriere
Som barn startede Lund sin fodboldkarriere hos den lokale klub BT (Bruunshåb-Tapdrup).
Siden blev han hentet til Viborg FF, hvor Lund var tilknyttet i sin ungdomskarriere. Lund har ligeledes startet sin seniorkarriere i Viborg FF.

### Landshold
Lund har flere gange været udtaget til ungdomslandsholdet.